# Szitré (dajka)
Szitré („Ré leánya”), becenevén In vagy Inet Hatsepszut egyiptomi fáraónő dajkája volt. Ő volt az első nem királyi származású személy, aki a Királyok völgyébe temetkezhetett.
Szitrét ábrázolják Hatsepszut Deir el-Bahari-i halotti templomában. Sírjában, a KV60-ban megtalálták múmiáját, melyet a kairói Egyiptomi Múzeumba szállítottak. Itt találták meg magának Hatsepszutnak a múmiáját is, melyet 2007-ben sikerült azonosítani.